# Iglesia de la Trinidad (Sanlúcar de Barrameda)
La Iglesia de la Santísima Trinidad de Sanlúcar de Barrameda, conocida popularmente como Iglesia de la Trinidad, es un templo católico, situado en el municipio español de Sanlúcar de Barrameda, en la andaluza provincia de Cádiz. Forma parte del Conjunto histórico-artístico de Sanlúcar de Barrameda.
Fue fundada en 1441 como iglesia y hospital para alivio de quienes iban y venían de las islas Canarias por iniciativa de Alonso Fernández de Lugo, tío del homónimo primer Adelantado mayor de dichas islas, quien yace sepultado en el templo y que también fue fundador del Convento de San Francisco.
En 1628, la iglesia se convirtió en ayuda de parroquia de la Nuestra Señora de la O, adjudicándosele el servicio religioso de la Ribera, llamada actualmente Barrio Bajo. Con motivo de esto, al colocarse en el templo el Santísimo Sacramento, el VIII duque de Medina Sidonia fundó en el mismo un Colegio de quince niños que asistiensen en el culto, cuya función era acompañar al Santísmo en las visitas a los enfermos, llevando las varas del palio, faroles y campanilla, a los que se le proporcionaba además estudios de gramática. Tras los acontecimientos de 1641, el patronato de la casa de Medina Sidonia sobre este colegio decayó notablemente, hasta que en 1643 se pasó la responsabilidad al cabildo, quien lo mantuvo por poco tiempo.
En la iglesia radicaba la Cofradía de la Beatísima o Santísima Trinidad, dedicada a las obras de misericordia que progresivamente se dividió en la Cofradía de la Santísima Trinidad (de obras de misericordia), la Cofradía del Santísimo Sacramento y la Cofradía de Nuesra Señora de los Desamparados, que en 1645 se trasladó a una nueva capilla. Asimismo en 1732 se fundó la Cofradía de Nuestra Señora de los Dolores, que permanece en el templo. En 1753 se realizó la espadaña de la fachada. Entre sus obras de arte, esta iglesia cuenta con una pintura de la Virgen de la Soledad de Puebla, firmada por Antonio de Santander.